# 維也納本德 (路易斯安那州)
維也納本德（英語：Vienne Bend）是位於美國路易斯安那州納基托什堂區的一個普查規定居民點。

## 人口
根據2020年美國人口普查的數據，維也納本德的面積為5.71平方千米，當中陸地面積為5.59平方千米，而水域面積為0.12平方千米。當地共有人口1314人，而人口密度為每平方千米230.12人。